# Beaver (Ohio)
Beaver è un villaggio degli Stati Uniti d'America, situato nello stato dell'Ohio, nella contea di Pike.